# Berkshire Occidental
Berkshire Occidental es una autoridad unitaria al oeste de Londres, perteneciente a la región de Sudeste de Inglaterra, Reino Unido. Comprende las siguientes localidades o municipios:
- Aldermaston Wharf 1014
- Ashmore Green 790
- Beenham 775
- Bradfield 1233
- Burghfield Common 5863
- Chapel Row 610
- Chieveley 1017
- Cold Ash 1821
- Compton 1618
- East Garston 535
- East Ilsley 576
- Great Shefford 931
- Hampstead Norreys 627
- Hermitage 2180
- Hungerford 5093
- Kintbury 2111
- Lambourn 3052
- Mortimer 3708
- Newbury 4075
- Pangbourne 4009
- Southend 769
- Streatley 961
- Thatcham 26 000
- Theale 2939
- Upper Basildon 1553
- Upper Bucklebury 971
- Woolhampton 800[1]